# Petrikivka
Petrikivka (en ucraniano: Петриківка) es un pueblo ucraniano perteneciente al óblast de Dnipropetrovsk. Situado en el centro del país, es parte del raión de Dnipró y parte del municipio (hromada) homónimo.
El pueblo es famoso como centro de arte popular y por su estilo único de pintura decorativa, que está inscrito por la UNESCO como Patrimonio cultural inmaterial de la Humanidad.

## Toponimia
El nombre del lugar en ruso es Petrikovka (en ruso: Петриковка). 

## Geografía
Petrikivka se encuentra a orillas del río Chaplinka, 25 km al norte de Kamianské y unos 45 km al noreste de Dnipró.    

## Historia
Según la leyenda, el asentamiento fue fundado por el cosaco Petryk, que reunió bajo su protección a los siervos de los pueblos de la zona.
La primera mención de Petrikivka en los documentos históricos data del año 1772, cuando los habitantes del pueblo vecino de Kurílivka pidieron al Kosh Otamán Petró Kalnishevski que trasladara su capilla ortodoxa a un lugar más seguro debido a las inundaciones. Según esa petición, la iglesia de madera fue trasladada a Petrikivka.
En el primer cuarto del siglo XIX, Petrikivka era el segundo asentamiento más grande del uyezd de Novomoskovsk y el centro de la vólost de Petrikivka.
Durante la Segunda Guerra Mundial, la ciudad fue conquistada por las tropas italianas. Durante la ocupación alemana, Petrikivka fue la capital del distrito homónimo dentro del Reichskommissariat Ukraine. 
El pueblo recibió el estatus de asentamiento de tipo urbano en 1957. En 1958 se abrió aquí un taller de pintura con barniz, donde se fabricaban cajas y platos decorativos.
Petrikivka fue centro del raión de Petrikivka hasta 2020, año en el que se hizo una reforma administrativa que redujo el número de raiones del óblast de Dnipropetrovsk a siete, y la ciudad pasó a ser parte del raión de Dnipró.En 2023, la localidad perdió el estatus de asentamiento de tipo urbano debido a la eliminación de este estatus administrativo.

## Demografía
La evolución de la población de Petrikivka entre 1859 y 2022 fue la siguiente:
| 10 819                                                        | 11 668 | 21 071 | 7717 | 4913 | 5143 | 5269 | 5085 | 4746 | 4741 | 4704 | 2473 | 4446 |
| (Fuente: Cities & Towns of Ukraine y UKRAINE: Größere Städte) |        |        |      |      |      |      |      |      |      |      |      |      |

Según el censo de 2001, la lengua materna de la mayoría de los habitantes, el 97,01%, es el ucraniano; y del 2,75% es el ruso.

## Infraestructura

### Arquitectura, monumentos y lugares de interés
Sobre la base de la pintura de Petrikivka se creó un museo de etnografía, vida cotidiana y artes aplicadas populares. También se conserva la iglesia de la Natividad, cuya construcción fue realizada por Piotr Kalnishevski en 1772. 

### Transporte
Por el pueblo pasan las carreteras regionales T-0414 y T-0441, así como a la autopista H31 que conecta Dnipró y Reshetílivka. 

## Galería

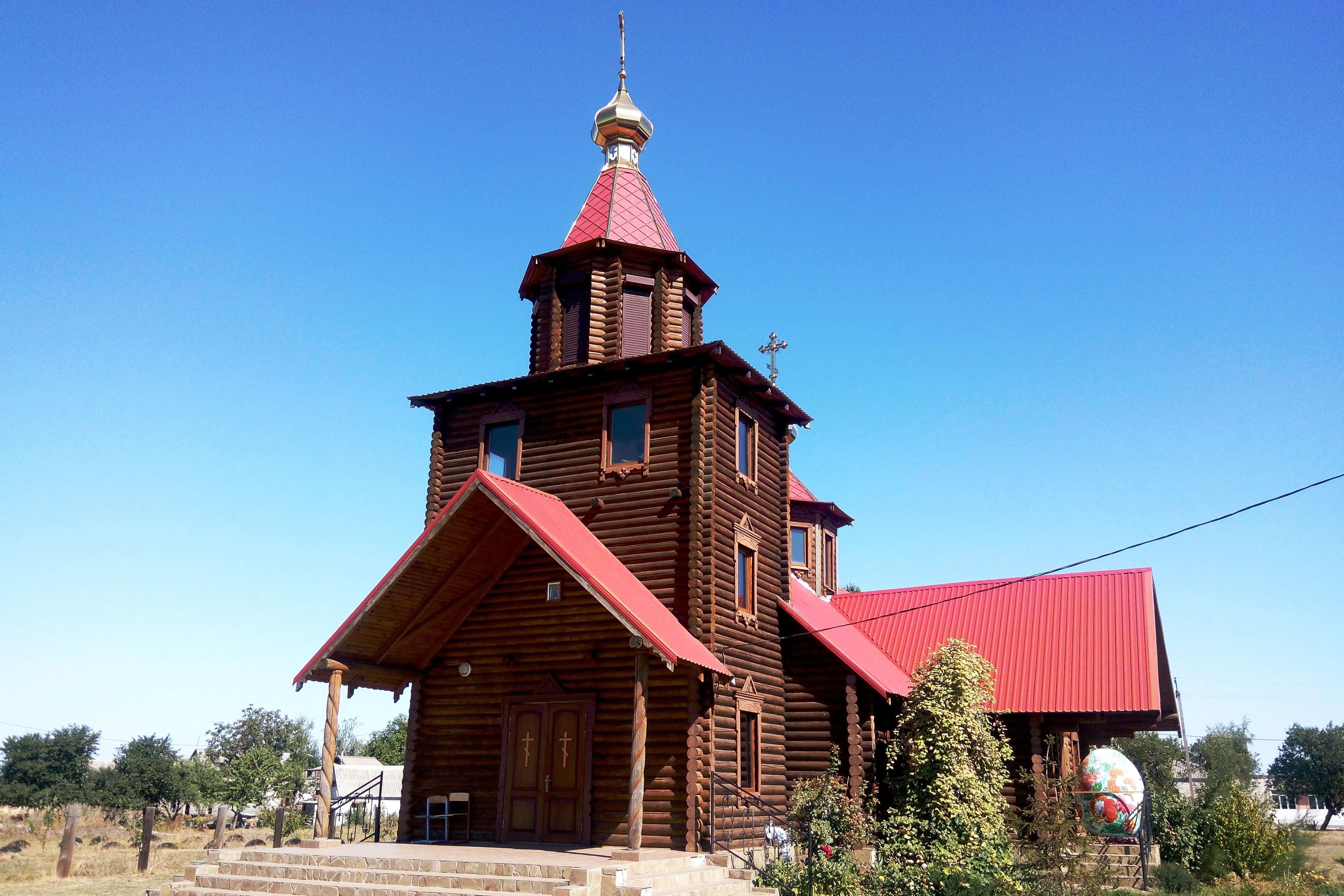
Iglesia de Petrikivka
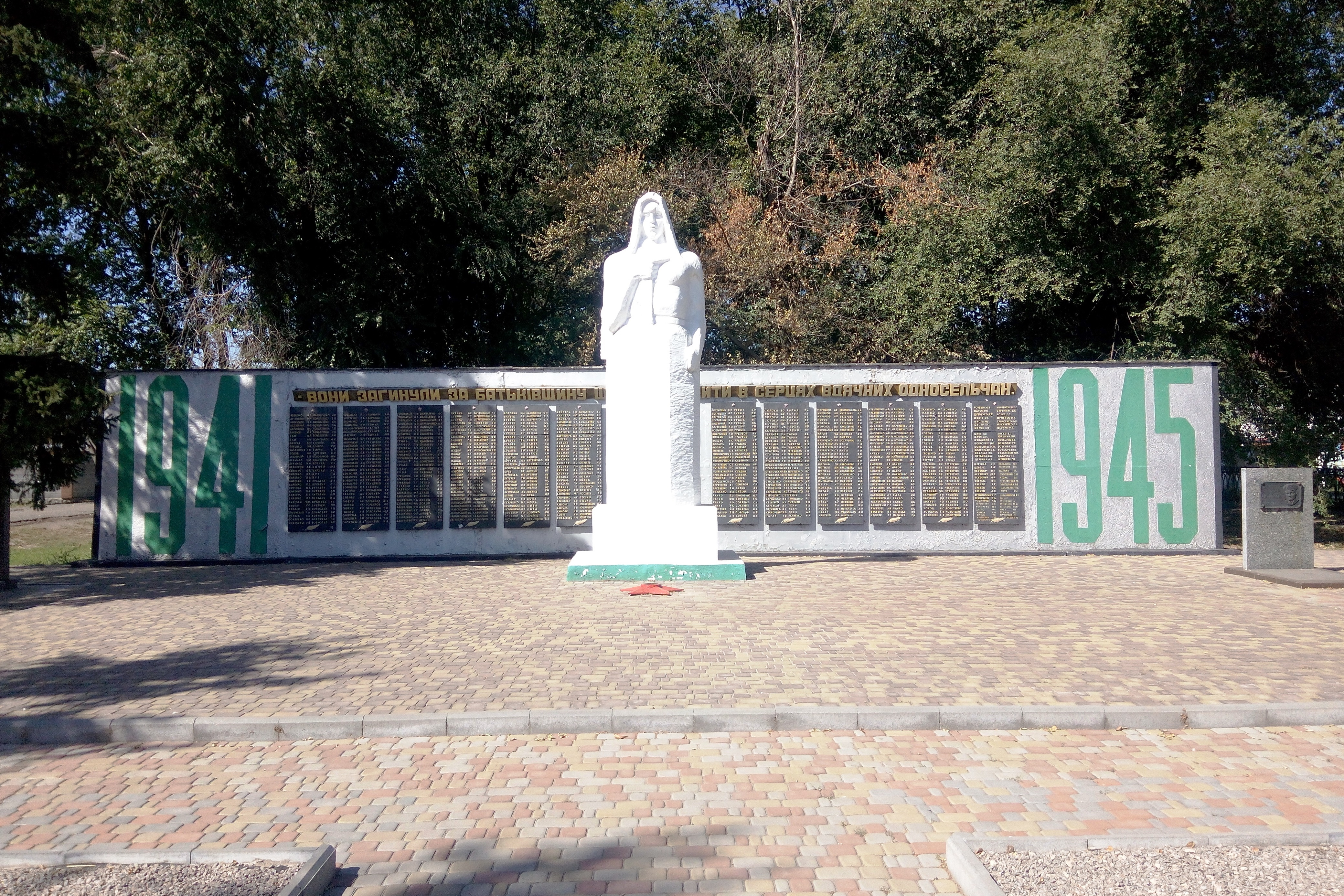
Monumento soviético de la Segunda Guerra Mundial
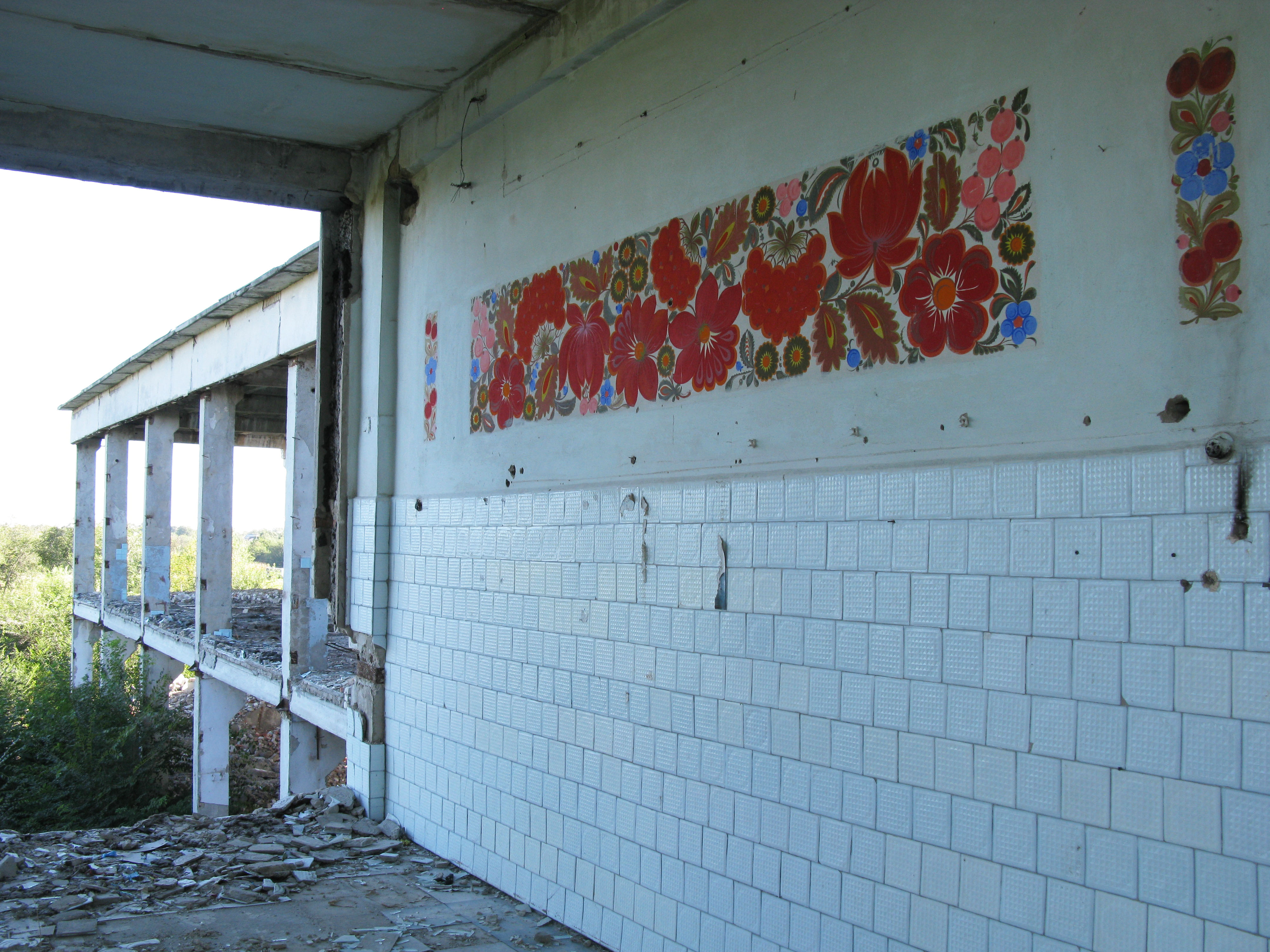
Ruinas de una antigua fábrica de pintura de Petrikivka